# Nowe Zagłębie
Nowe Zagłębie – magazyn społeczno-kulturalny, dwumiesięcznik prezentujący tematykę nawiązującą do zagłębiowskiej tożsamości oraz komentarze do aktualnych problemów regionu. Czasopismo zamieszcza również recenzje wydarzeń kulturalnych, które czytelnik znajdzie w magazynie "Zagłębiarka". Numer sygnalny (tzw. zerowy) ukazał w grudniu 2008 roku.
Misja czasopisma: Twórcy za priorytet stawiają sobie przedstawienie w każdym numerze problemów różnych zakątków Zagłębia, a nie tylko największych jego miast – od Sosnowca i Jaworzna w południowej części regionu, przez powiaty będziński i zawierciański w części centralnej, aż po powiaty olkuski i myszkowski na północy. Długofalowym celem czasopisma jest integracja środowisk twórczych, intelektualnych, oświatowych, samorządowych, liderów społeczności lokalnych i organizacji pozarządowych. W ten sposób redaktor naczelny w artykule wstępnym przedstawiał zadania, jakie przed sobą postawił zespół skupiony wokół pisma: „Misją naszego czasopisma jest prezentacja twórczości i dorobku kulturalnego oraz integracja opiniotwórczych środowisk, liderów społeczności lokalnych czy organizacji pozarządowych oraz kształtowanie poczucia tożsamości i identyfikacji regionalnej wśród wszystkich mieszkańców szeroko rozumianego Zagłębia Dąbrowskiego, do których też adresujemy nasze czasopismo [...]. Zagłębiowski regionalizm ma wiele korzeni, dlatego nie jest hermetyczny. Nie jest wrogi sąsiadom, ale przyjazny tym, którzy są Zagłębiakami z urodzenia, lecz i wyboru”.
Data założenia: grudzień 2008.
- Redakcja:
  - Marek Barański – redaktor naczelny[2][3]

- Wydawca:
  - Związek Zagłębiowski, Sosnowiec